# Колосовая
Колосовая (укр. Колосова) — село в Кременецкой городской общине Кременецкого района Тернопольской области Украины.
Код КОАТУУ — 6123483101. Население по переписи 2001 года составляло 393 человека. По данным сайта postcode.in.ua 355 человек.

## Географическое положение
Село Колосовая находится в 2,5 км от правого берега реки Иква,
примыкает к сёлам Рудка и Шпиколосы.
По селу протекает пересыхающий ручей.

## История
- 1545 год — дата основания.

## Объекты социальной сферы
- Школа I—II ст.
- Дом культуры.
- Фельдшерско-акушерский пункт.

## Достопримечательности
- Братская могила советских воинов.